# Leménil-Mitry
Leménil-Mitry település Franciaországban, Meurthe-et-Moselle megyében. Lakosainak száma 2 fő (2022. január 1.). Leménil-Mitry Mangonville, Bainville-aux-Miroirs, Crantenoy, Laneuveville-devant-Bayon, Lebeuville és Vaudeville községekkel határos.

## Népesség
A település népességének változása:
| Lakosok száma | 4    | 4    | 2    | 3    | 3    | 3    | 3    | 3    | 3    | 2    |
|               | 1968 | 1982 | 1990 | 2006 | 2013 | 2015 | 2017 | 2019 | 2020 | 2022 |